# École de génie électrique Mihajlo Pupin de Novi Sad
L'école de génie électrique Mihajlo Pupin (en serbe cyrillique : Електротехничка школа Михајло Пупин у Новом Саду ; en serbe latin : Elektrotehnička škola Mihajlo Pupin u Novom Sadu) se trouve à Novi Sad, la capitale de la province autonome de Voïvodine, en Serbie. En raison de sa valeur patrimoniale, elle est inscrite sur la liste des monuments culturels protégés de la république de Serbie (identifiant n° SK 2173).

## Historique et architecture du bâtiment
L'école secondaire électrotechnique Mihajlo Pupin de Novi Sad est situé 17 rue Futoška et 2-4 rue Školska, dans le quartier de Grbavica. Le monument culturel forme un ensemble de deux bâtiments.
Un premier ensemble a été construit en 1912 pour accueillir le lycée catholique hongrois de la ville ; en l'absence de documentation, le projet est attribué aux architectes Béla Peklo et Miksa Strob. Le bâtiment, de style monumental, est constitué d'un rez-de-chaussée et de deux étages ; la façade principale est organisée autour d'une avancée centrale et surmontée d'un dôme pyramidal couronné d'un globe. L'intérieur, conçu pour un usage scolaire, dispose de longs couloirs distribuant les salles de classe. L'extérieur et l'intérieur sont dotés d'une riche décoration dans le style de la Sécession hongroise, particulièrement accentuée dans l'escalier du hall et la salle de cérémonie.
Le bâtiment du 4 rue Školska a été agrandi en 1921 selon un projet conçu par Juraj Nikolajevič Šreter.
L'ensemble des bâtiments de l'école électrotechnique a été inscrit sur la liste des monuments culturels de la république de Serbie en janvier 2015.